# Karl Reu
Karl Reu (* 14. März 1940 in Crailsheim) ist ein deutscher Jurist, Richter, Staatsanwalt, Notar, Autor, Politiker der CDU, sowie ehemaliger Oberbürgermeister seiner Heimatstadt.

## Leben und Beruf
Reu war zunächst Rechtsreferent der damaligen IHK Heidenheim. Später arbeitete er unter anderem als Chef eines Gerichts, Richter, Staatsanwalt und Rechtsanwalt. Außerdem war er in Leipzig als Notar tätig. Später arbeitete er außerdem als Syndikus und Streitschlichter sowie als Wirtschaftsmediator. Er trat außerdem als Buchautor auf.
Von 1983 bis 1991 war er Oberbürgermeister seiner Heimatstadt. 1991 verpasste er die Wiederwahl und unterlag er seinem SPD-Kontrahenten Georg Schlenvoigt. Besonders in Erinnerung bleibt seine Einladung 1987 an die ehemaligen jüdischen Bürger Crailsheims.
Reu lebt heute in Bad Mergentheim.

## Veröffentlichungen
- Im Schatten des Lebens. Roman. Bad Mergentheim 2001, ISBN 3-8311-3136-8.
- Dornenglut. Verlag: BoD – Books on Demand, 2008, ISBN 978-3-8334-7435-4.
- Haftung des Mediators im Mediationsverfahren unter Betrachtung des gerichtsinternen und des gerichtsfernen Mediators in Zivilsachen, GRIN Verlag GmbH, München 2012, ISBN 978-3-656-33078-3.
- Überlebt die Demokratie in Europa? Ein bürgerschaftlich regionales Modell. GRIN Verlag, München 2013, ISBN 978-3-656-45288-1.